# Armée de la Péninsule
L'armée de la Péninsule, ou armée de Magruder, est une armée confédérée du début de la guerre de Sécession.

## Historique
En mai 1861, le colonel John B. Magruder est affecté au commandement des opérations dans la partie inférieure de la péninsule de Virginie, avec Yorktown pour quartier général. Le secrétaire confédéré à la guerre LeRoy Pope Walker crée le département de la Péninsule le 26 mai 1861, et la force militaire est nommée en fonction du département.
L'armée de la Péninsule est formellement créée le 12 juin 1861 sous les ordres de Magruder, qui est promu brigadier général cinq jours plus tard.
Magruder combat avec une partie de son commandement[pas clair] à la Bataille de Big Bethel, l'une des premières victoires confédérées.
À la fin de l'année, la force a atteint un effectif de 13 000 hommes, toujours commandée par Magruder, maintenant major-général. En avril 1862, l'armée de Magruder est incorporée dans l'aile droite de la grande armée de Joseph E. Johnston, préparant des défenses contre une attaque prévue de George B. McClellan lors de ce qui devient la campagne de la Péninsule. Même si la désignation de l'armée disparaît, l'indépendance et l'initiative de l'armée de Magruder jouent un rôle en empêchant McClellan de progresser rapidement sur Richmond.